# Вимушів
Ви́мушів — село в Україні, у Веренчанській сільській громаді Чернівецького району Чернівецької області.

## Географія
За північною околицею села, на безіменному потоці, який впадає в Дністер, розташований Вимушівський водоспад (3 м).

## Історія
З 24 серпня 1991 року Вимушів у складі незалежної України.
12 червня 2020 року, в ході децентралізації, село увійшло до Веренчанської сільської громади.
17 липня 2020 року, в результаті адміністративно-територіальної реформи та ліквідації Заставнівського району, село увійшло до складу Чернівецького району.

## Населення
Згідно з переписом УРСР 1989 року чисельність наявного населення села становила 122 особи, з яких 47 чоловіків та 75 жінок.
За переписом населення України 2001 року в селі мешкали 92 особи.

### Мова
Розподіл населення за рідною мовою за даними перепису 2001 року:
| Мова       | Відсоток |
| ---------- | -------- |
| українська | 98,91 %  |
| російська  | 1,09 %   |